# Iglesia de San Antonio de Padua (Tula)

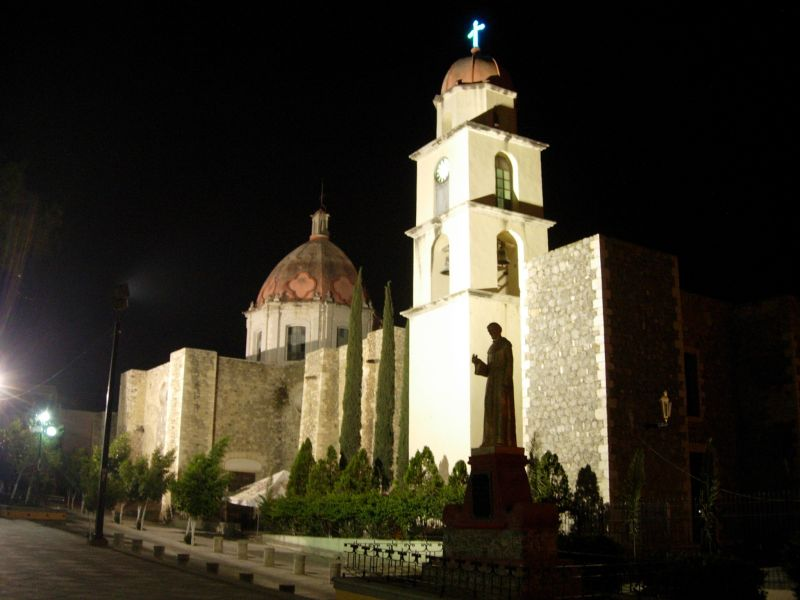
Vista nocturna de la Parroquia de San Antonio de Padua, en Cd. Tula, Tamaulipas, México.

El Templo de San Antonio de Padua está situado en Cd. Tula, Tamaulipas, México. Se ubica en el centro histórico de Tula, frente a la plaza principal. Consta de una nave rematada por una cúpula, un campanario y una fachada de piedra con dos contrafuertes rectangulares. Es uno de los monumentos históricos de Tamaulipas.
El templo tiene su antecedente en la construcción de jacal, que mandó construir fray Juan Bautista de Mollinedo en 1617 y que fue dedicada a San Antonio. La iglesia actual se considera la segunda iglesia más antigua del estado. Fue edificada en el siglo XVIII y reconstruida aproximadamente en 1885, con varias remodelaciones posteriores. 
En la torre de la iglesia destaca un reloj inglés. En mayo de 1889 se creó un comité que recaudó los fondos requeridos para adquirir el reloj. Para concretar la compra del reloj se recibió el apoyo de Carmen Romero Rubio, esposa del presidente Porfirio Díaz. El reloj fue inaugurado el 16 de septiembre de 1889.  
Descripción
Media de veinte a veinticinco varas de largo y de seis a siete varas de ancho, utilizando el adobe como material principal y posteriormente el zacate (soyate). Tenía tres altares, y en el mayor de ellos estaba la imagen de San Antonio de Padua, "de la altura de un hombre, sobre unas gradas que servían de trono, púlpito y confesionario. No tenía baptisterio, por lo que la pila de bautizo estaba dentro de la iglesia.